# ヴェルター湖
ヴェルター湖(Wörthersee)はオーストリア南部、ケルンテン州にある、周囲50キロメートル、総面積19平方キロメートル、東西16キロメートル、南北1～1.5キロメートルの東西に細長く広がる小さな湖。
ケルンテン州の州都クラーゲンフルト（Klagenfurt）は8万5千の人口をほこる商工業中心の文化都市としてにぎわっている。その西約3キロメートルがヴェルター湖の東岸にあたり、避暑地としてにぎわう湖である。ヨハネス・ブラームスは、湖の北岸にある寒村だったペルチャッハで交響曲第2番を作曲した。その作曲の構想を練った家が現存する。また、さらに人里離れた南湖畔にあるマイアーニック（Maiernigg）には、作曲家グスタフ・マーラーが交響曲第5番から第8番、『リュッケルトの詩による五つの歌曲集』や『亡き子をしのぶ歌』を作曲した作曲小屋が、湖畔にたたずむ家（マーラー・ヴィラ Villa Mahler）の裏、森の中にひっそりと遺っている。
2023年、東岸の長さ約500mの湖岸と沈泥地帯はラムサール条約に登録された。一帯はドナウブリークと多くの種類の鳥類の重要な生息地で、カタツムリのVertigo moulinsianaやフラグシップ種のオオベニシジミも見られる。また、水辺地帯はヒメキクガシラコウモリ、ヨーロッパチチブコウモリ、オオホオヒゲコウモリなどの数種類のコウモリの重要な採餌地である。